# Coulommes-la-Montagne
Coulommes-la-Montagne è un comune francese di 229 abitanti situato nel dipartimento della Marna nella regione del Grand Est.

## Società

### Evoluzione demografica
Abitanti censiti

## Galleria d'immagini

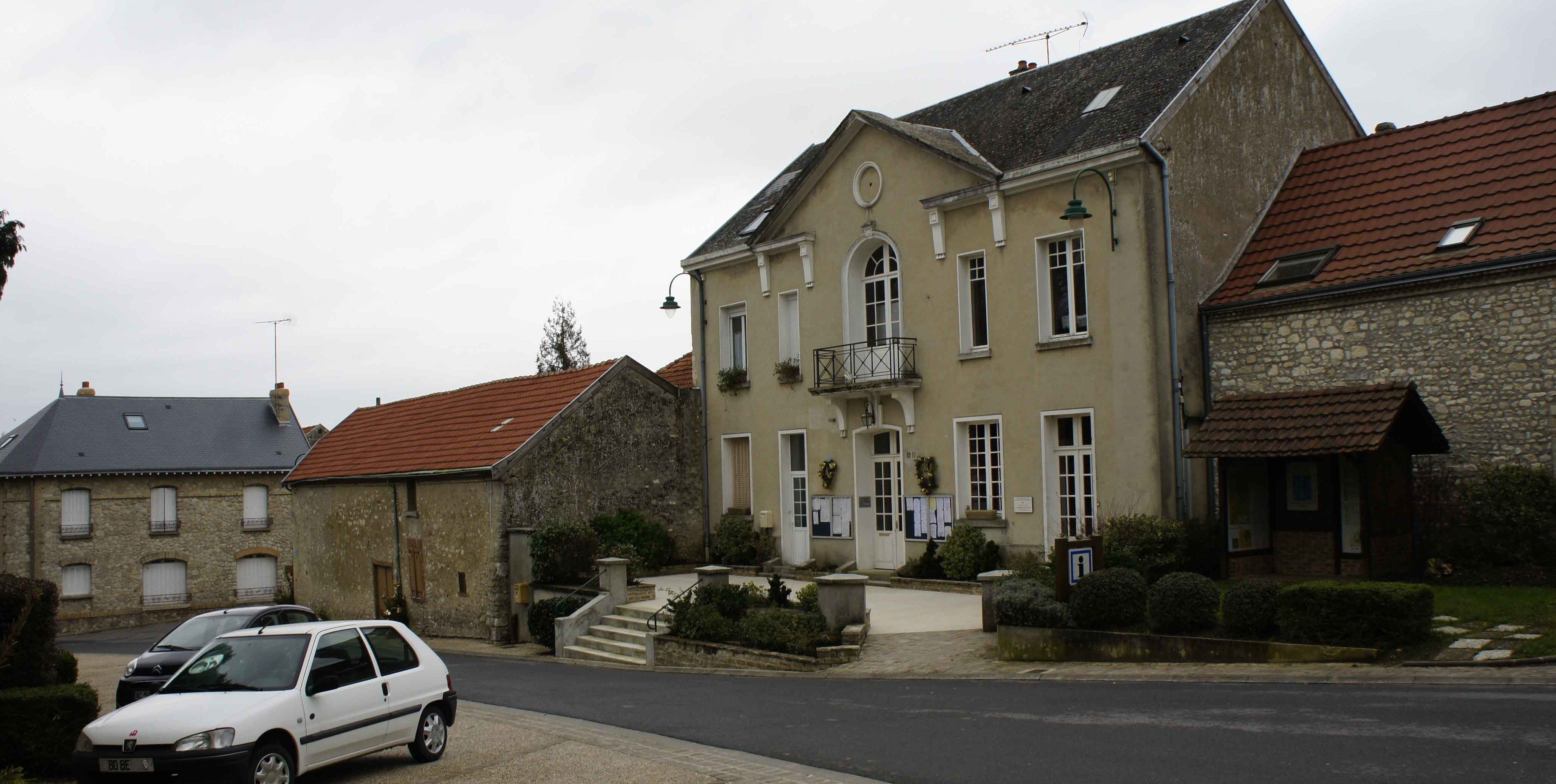
municipio
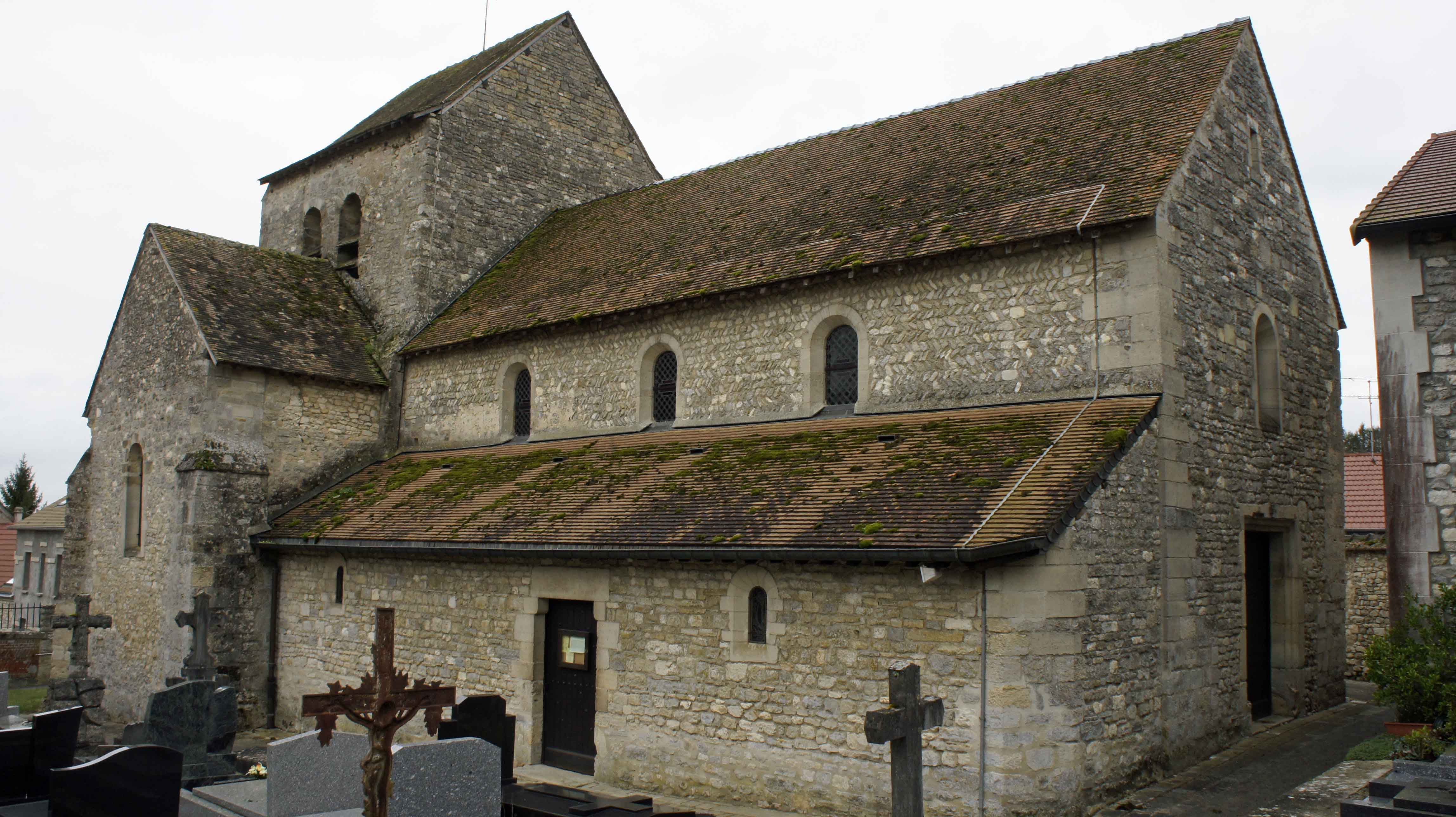
chiesa